# Burg Langwedel
Die Burg Langwedel ist eine abgegangene Niederungsburg in Langwedel in Niedersachsen. Sie ist um 1225 als Grenzburg des Bistums Bremen gegen das Herzogtum Braunschweig errichtet worden. Zur Festung ausgebaut, wurde sie 1644 während des Dreißigjährigen Kriegs geschleift. Oberirdisch erhalten geblieben ist nur der Burghügel.

## Bauweise und Ausgrabungen

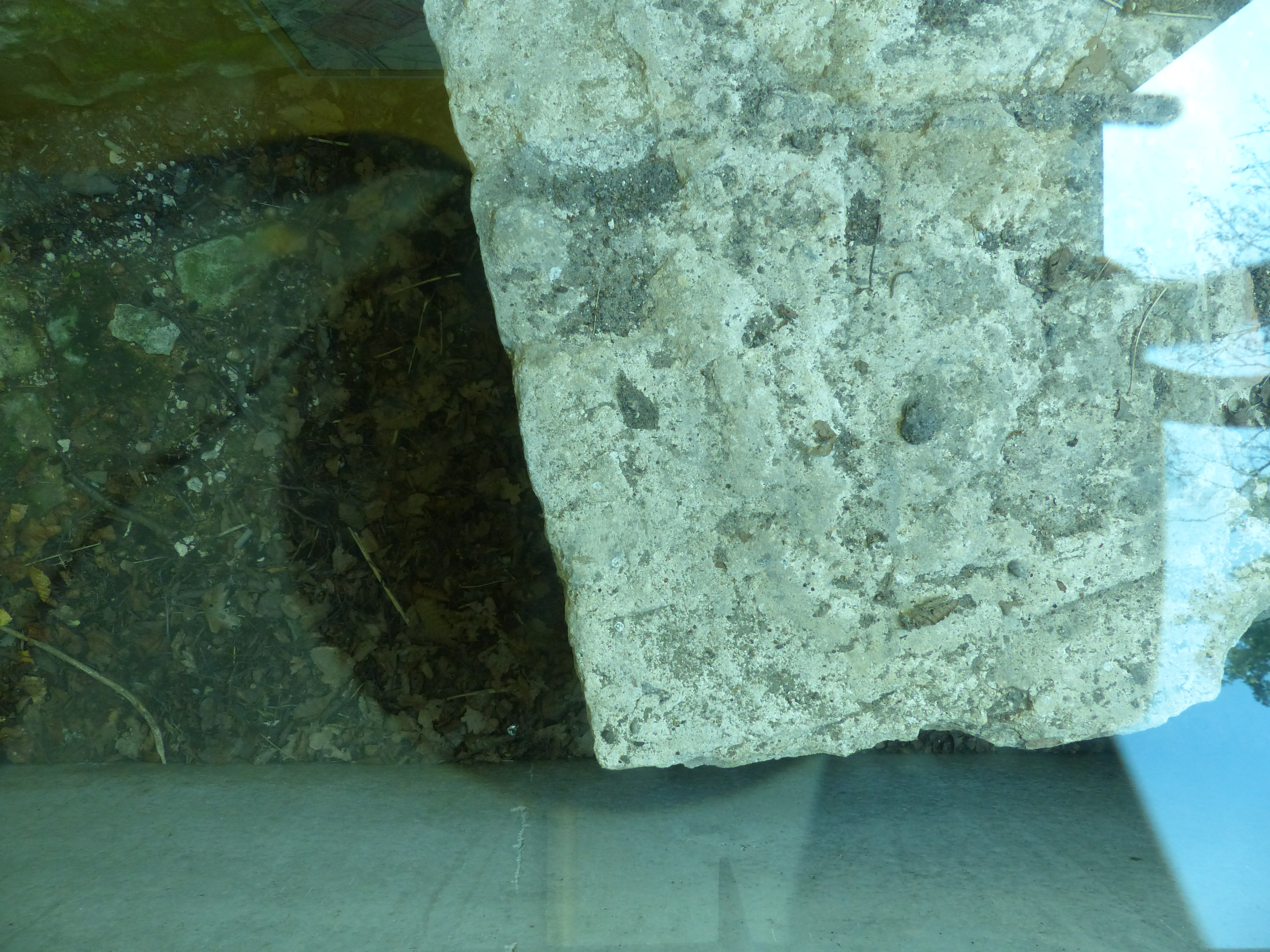
Eine ausgegrabene Mauerecke von oben fotografiert

Die Burg lag im Bereich des heutigen Schwimmbades, durch dessen Bau 1964 die mittelalterlichen Baustrukturen vermutlich zerstört wurden. Die Reste der Vorburg sind  bei der Anlage des Sportplatzes abgetragen worden. In den 1930er Jahren erfolgten Ausgrabungen auf dem Areal der Haupt- und der Vorburg. In den 1960er Jahren wurde ein Grabungsschnitt durch die Hauptburg vorgenommen. Vor der Sanierung des Schwimmbades kam es 2006 zu einer Ausgrabung.
Als Ergebnis der Untersuchungen kristallisierten sich drei Bauphasen heraus. Zuerst wurde ein fünf bis sechs Meter hoher Hügel aus Kies und Sand auf einer natürlichen Sandinsel in sumpfiger Umgebung aufgeschüttet. Darauf wurde eine hölzerne Burg errichtet, die nach der historischen Überlieferung durch Erzbischof Giselbert von Brunkhorst (1274–1306) im selben Material ausgebaut wurde. Den schriftlichen Quellen zufolge wurde die Burg am Anfang des 14. Jahrhunderts von den Verdenern durch Brand zerstört. Da bei Ausgrabungen Mauerwerk aus Backstein aus dem 14. Jahrhundert gefunden wurde, scheint der Wiederaufbau aus diesem Material erfolgt zu sein. In einer späteren Phase wurde der Hügel durch eine weitere Aufschüttung um einen halben Meter erhöht und nach Süden ausgedehnt. Bei den Ausgrabungen in den 1930ern aufgefundenes Backsteinmauerwerk wurde in das 16. Jahrhundert datiert. Für die letzte Phase wird in der Mitte des 17. Jahrhunderts eine Befestigung des Hügelfußes mit Rasensoden angenommen.

## Geschichte

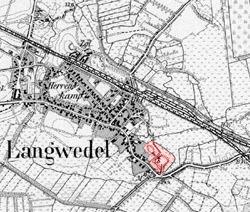
Windmühle auf dem Burghügel, 1897

Die Burg wurde um 1225 vom Bremer Erzbischof Gerhard II. auf einer Sandinsel in der Niederung der Weser errichtet. Sie lag an der Heer- und Handelsstraße von Verden nach Bremen. Der Burgstandort war strategisch günstig gewählt worden, da die Straße hier eine zwei Kilometer breite, sumpfige Moorniederung durchquerte. Daraus ergab sich ihre Funktion als Grenzburg und Zollstelle. Außerdem diente die Burg als  Verwaltungsmittelpunkt für das erzbischöfliche Tafelgut zwischen Weser, Wümme und Lesum. Im 13. Jahrhundert residierten häufig Bremer Erzbischöfe auf der Burg. 1362 huldigten Vertreter der Stadt Bremen Albert II. als neuem Erzbischof. 1366 verpfändete der Erzbischof die Burg an die Stadt Bremen. Die Folgezeit war bis zur Mitte des 16. Jahrhunderts durch zahlreiche Verpfändungen und Weiterverpfändungen geprägt. Die Rolle Der Burg als militärische Festung trat gegenüber ihrem Zweck als Geldbeschaffungsobjekt in den Hintergrund.
Während des Dreißigjährigen Kriegs wurde die Anlage mehrfach erobert und besetzt. Nach einer Schleifung von 1644 fiel sie 1648 an die Schweden. Sie bauten die Anlage zur Festung aus. In der Kurhannoverschen Landesaufnahme aus der Zeit um 1770 und in einem Plan von 1822 im Kreisarchiv Verden sind die Befestigungsanlagen noch dargestellt. Zerstört wurden die Überreste vermutlich ab 1866, als die Anlagen in den Besitz Preußens gelangten. Bis 1906 stand auf dem Burghügel eine Windmühle.